# Наноинженерия
Наноинжене́рия (от нано- и инженерия) — научно-практическая деятельность  человека по конструированию, изготовлению и применению наноразмерных (наноструктурированных) объектов или структур, а также объектов или структур, созданных методами нанотехнологий.
В настоящее время термин  широко применяется в научной и популярной литературе в связи со значительной общностью и специфичностью рассматривающихся в нём различных направлений практической деятельности человека.
Головная организация по наноинженерии в Российской Федерации в рамках федеральной целевой программы «Развитие инфраструктуры наноиндустрии в Российской Федерации на 2008—2010 годы» — Московский государственный институт электронной техники (технический университет).

## Технологии
- Сканирующий туннельный микроскоп (СТМ) - Устройство, позволяющее формировать изображение поверхности в наноразмерном масштабе, а также манипулировать наноразмерными структурами, такими, как отдельные атомы.
- Молекулярная самосборка - Создание произвольных последовательностей ДНК, которые могут быть использованы для создания требуемых белков или аминокислот.